# Via Expressa Waldemar Paschoal
A Via Expressa Waldemar Paschoal (também conhecida como Via Expressa Aquidaban) é uma via expressa da cidade de Campinas, interior do estado de São Paulo, Brasil, construída em 1974. A via corresponde ao trecho central da Avenida Aquidaban, que faz o tráfego local do mesmo trecho. É responsável por ligar a região central da cidade e o bairro do Cambuí, de forma direta, ao Trevo Engenheiro Sérgio Motta (das rodovias Anhanguera e Santos Dumont), principal entrada da cidade.
A via é também a principal ligação entre a região próxima ao Bosque dos Jequitibás e o túnel Joá Penteado em Campinas, São Paulo. Seu limite sul é a Avenida Faria Lima (que vai para o túnel), e seu limite norte é a Rua Coronel Quirino (na frente do Bosque dos Jequitibás).
Em seu final, a via faz uma curva para se desviar do Bosque, solução adotada em 1975, época da construção da Via Expressa, para não derrubar a mata, estendendo-se pela Rua General Marcondes Salgado, indo até as imediações do viaduto "Laurão", sob o qual está a junção da Via Norte-Sul à Avenida Princesa d'Oeste.

## Galeria de fotos

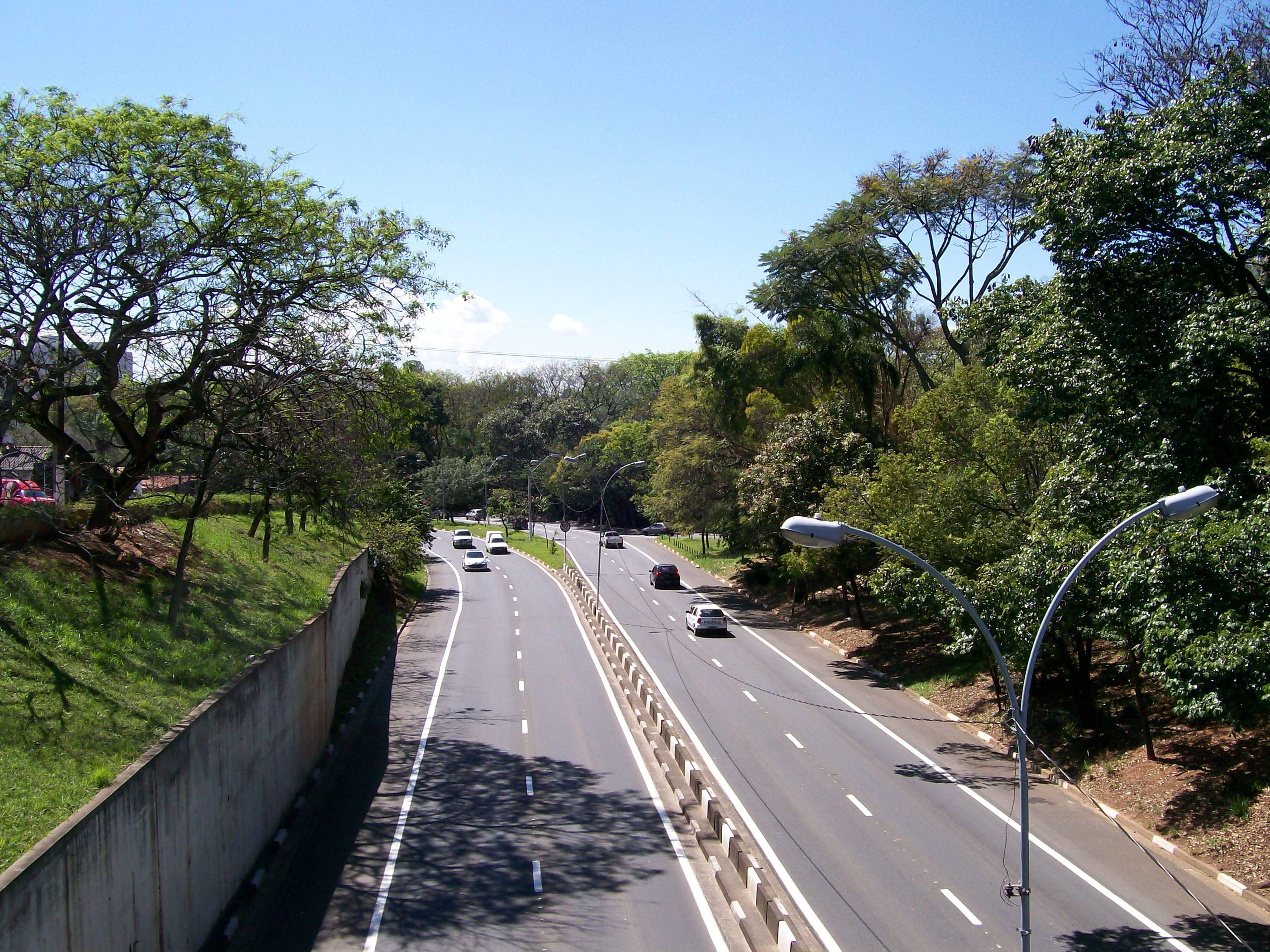
Final da Via Expressa, sentido Bosque.
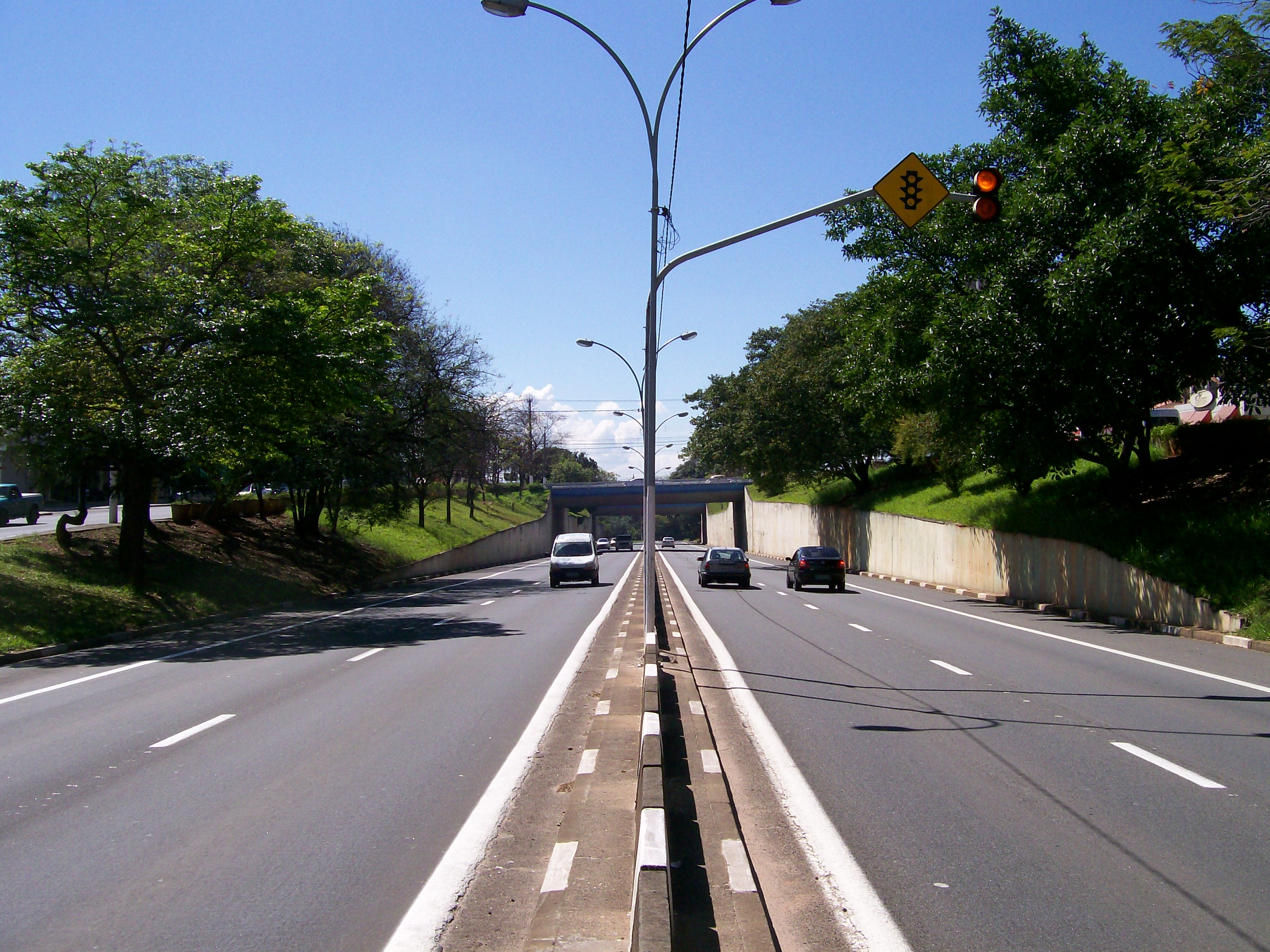
A via expressa vista ao nível do chão, sentido Bosque.
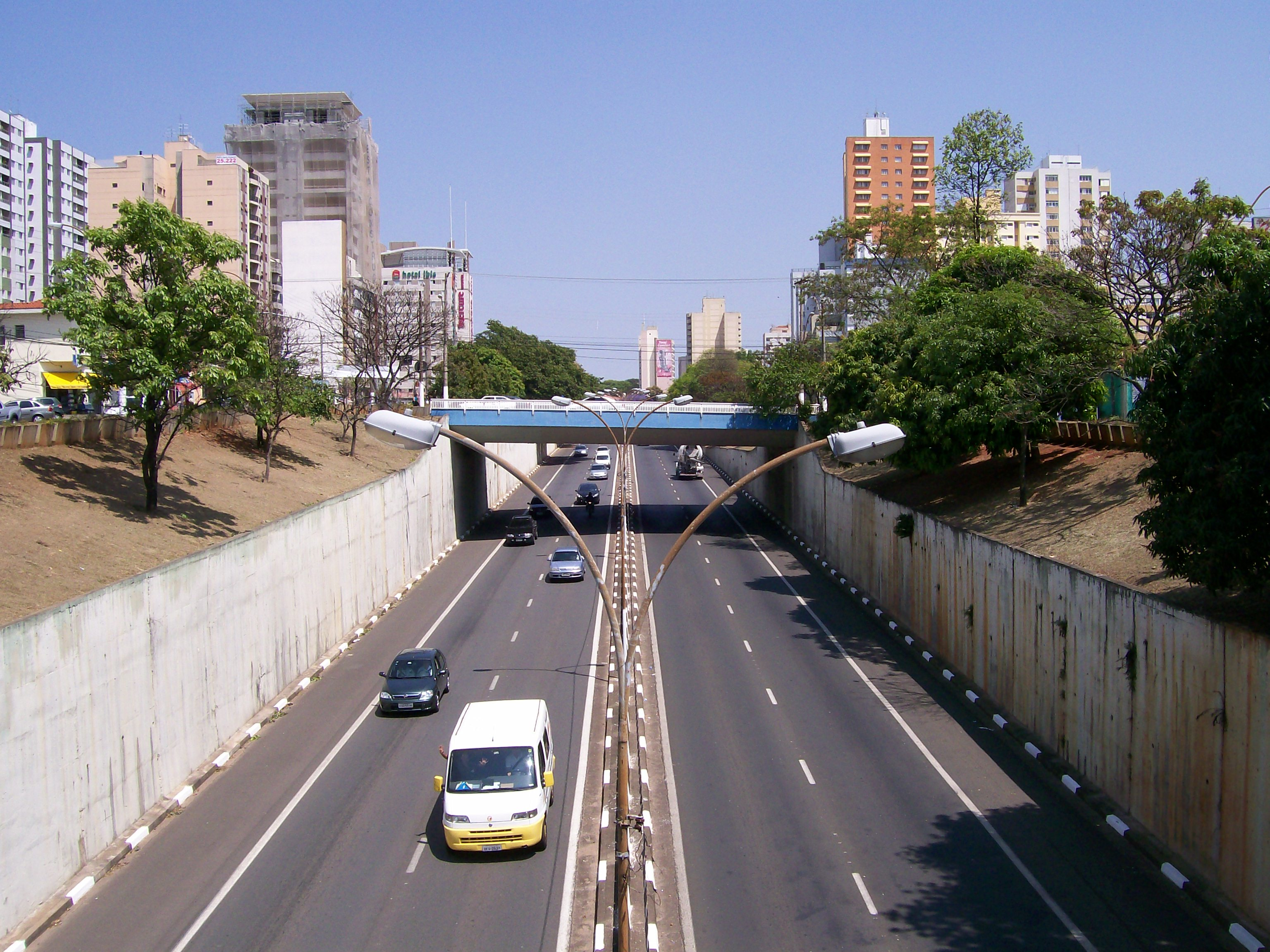
Vista no sentido Av. Faria Lima.
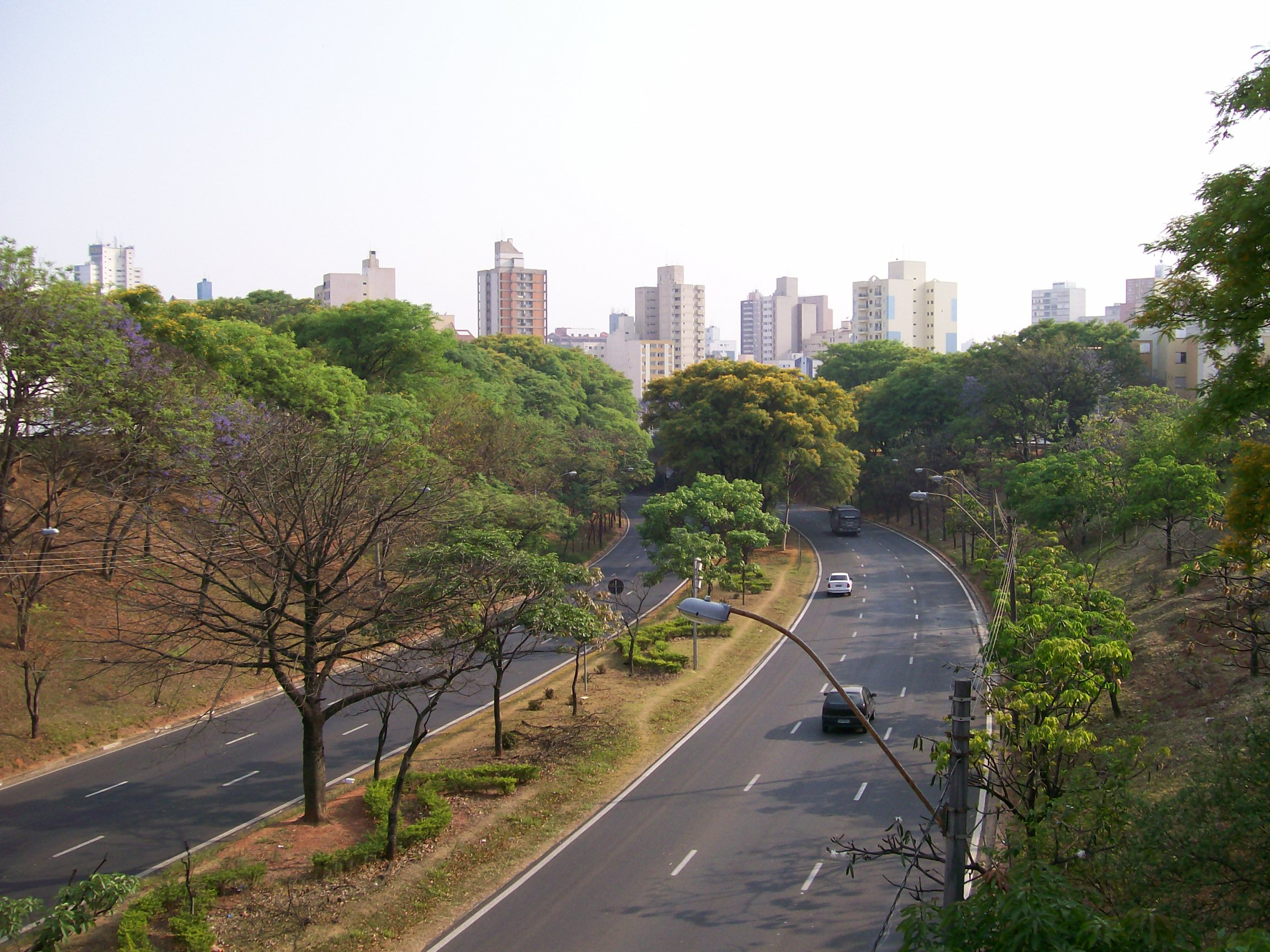
Vista a partir do viaduto da Av. General Carneiro - o Centro ao fundo.